# Antoni Szczęsny Godlewski

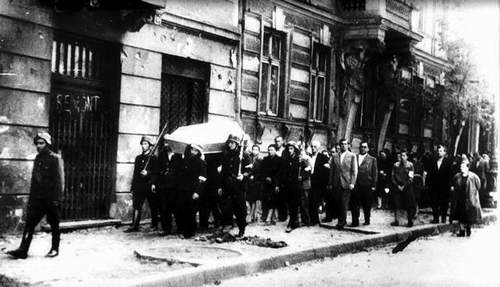
Pogrzeb „Antka Rozpylacza” 9 sierpnia 1944

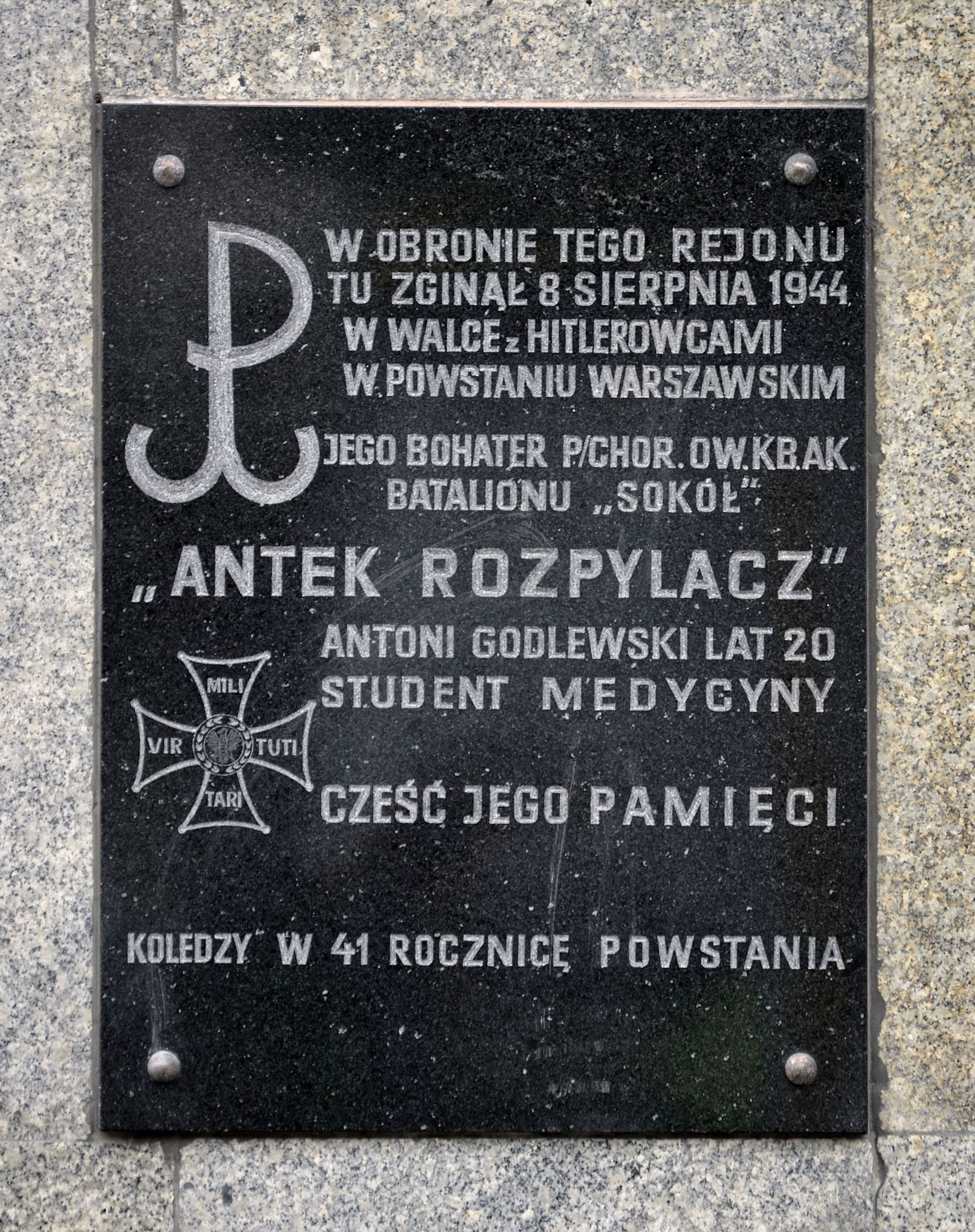
Tablica upamiętniająca miejsce śmierci „Antka Rozpylacza”

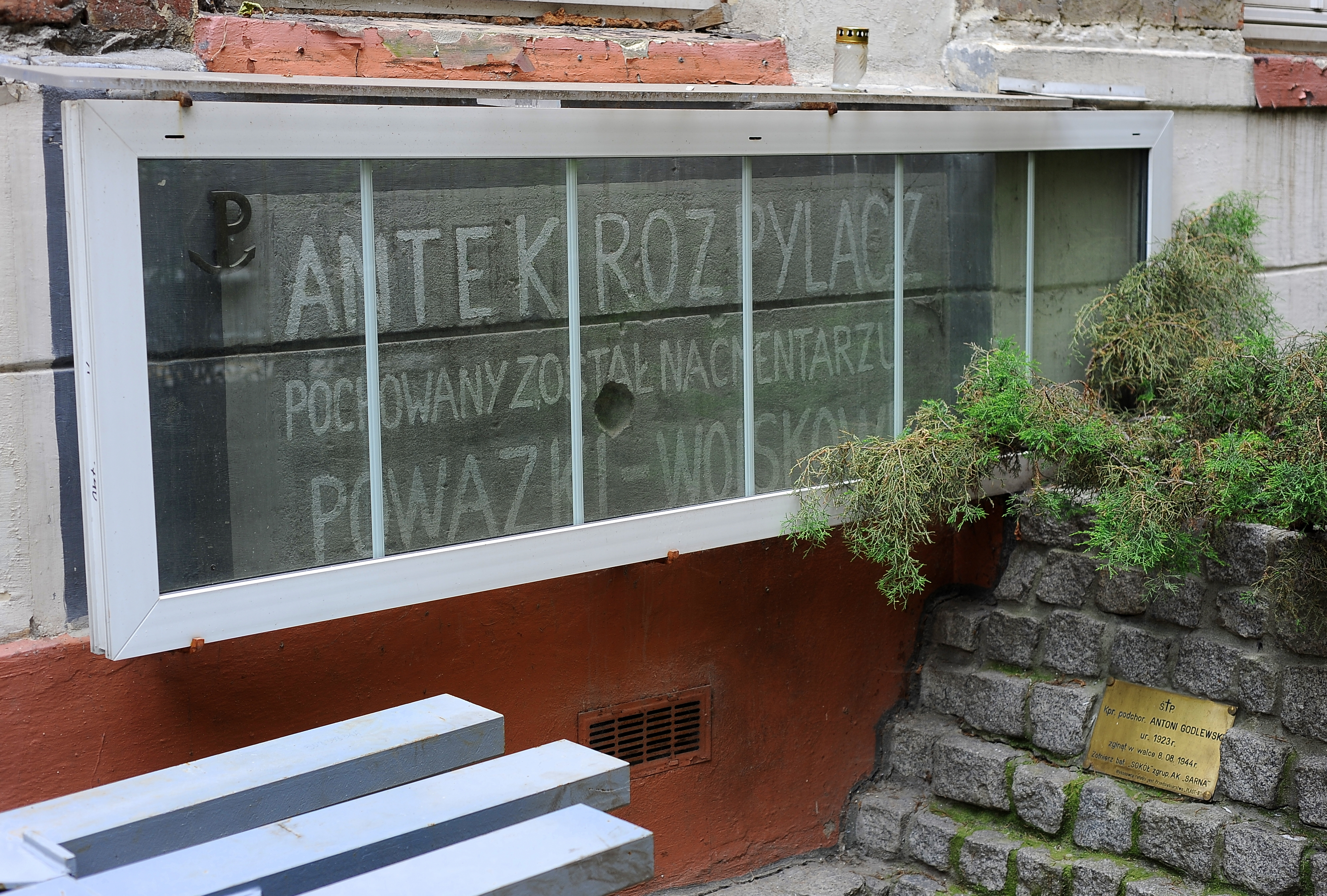
Napis na murze w podwórku kamienicy przy ul. Brackiej 5a w Warszawie wykonany przez matkę Antoniego Szczęsnego Godlewskiego po ekshumacji jego zwłok

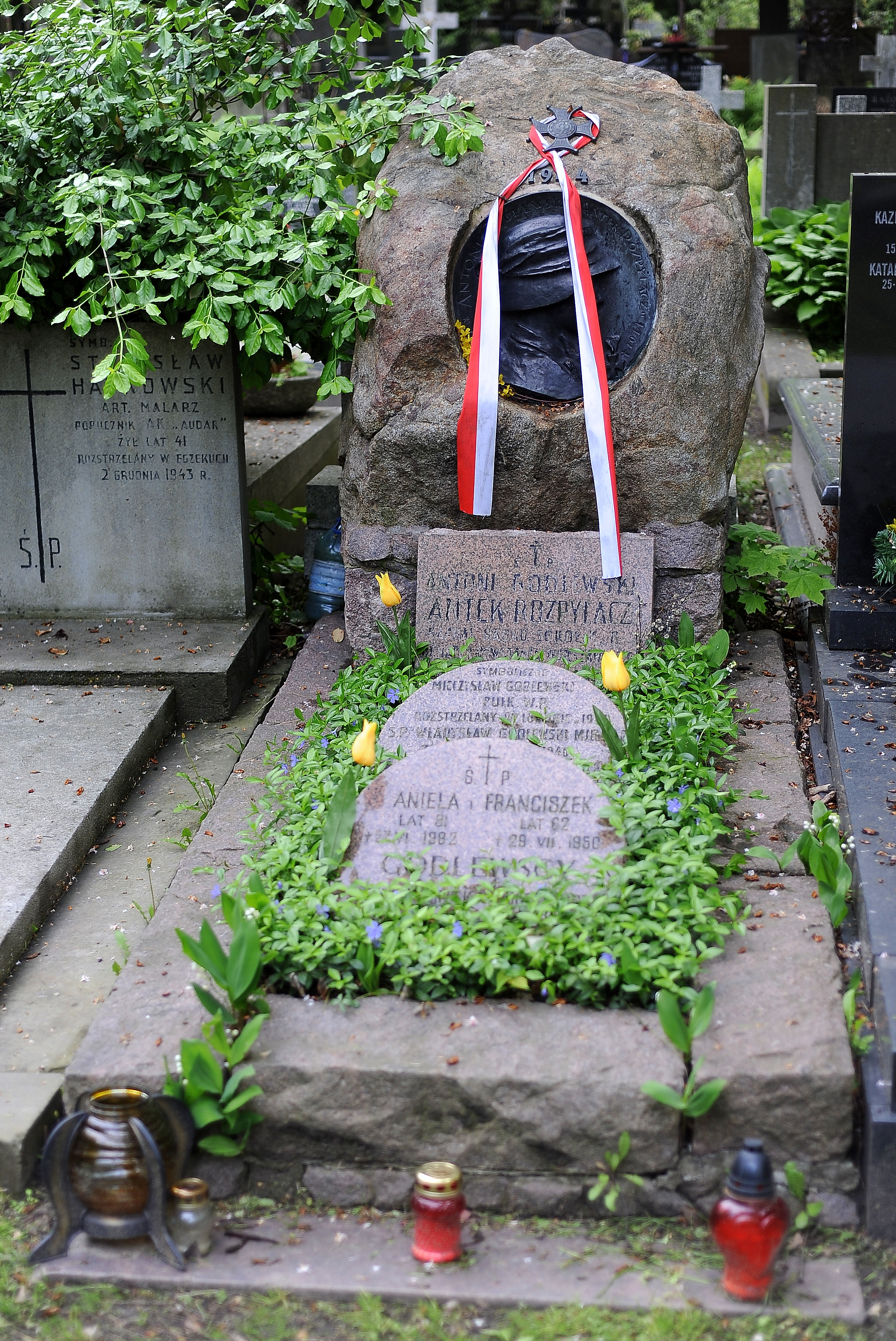
Grób Antoniego Szczęsnego Godlewskiego „Antka Rozpylacza” na cmentarzu Wojskowym na Powązkach w Warszawie

Antoni Szczęsny Godlewski, ps. Antek Rozpylacz (ur. 11 stycznia 1923 w Warszawie, zm. 8 sierpnia 1944 tamże) – żołnierz powstania warszawskiego w batalionie „Sokół”. Poległ w ósmym dniu powstania. Po śmierci stał się symbolem bohaterstwa młodzieży powstańczej. Odznaczony Krzyżem Srebrnym Orderu Virtuti Militari.

## Życiorys
Był synem Franciszka, pochodzącego z polsko-gruzińskiej rodziny adwokata (pełniącego w okresie 1927–1933 stanowisko wicewojewody nowogródzkiego, od 1934 do 1937 wicewojewody warszawskiego, zaś od 1937 do 1939 starosty powiatu warszawskiego) oraz Anieli primo voto Wężyk z domu Schuman (1891–1982). W powstaniu warszawskim zginął także starszy syn Anieli Godlewskiej z pierwszego małżeństwa - Zbigniew Wężyk (ur. 1913).

### Dzieciństwo i młodość
Początkowo uczył się w Szkole Powszechnej Sióstr Nazaretanek w Nowogródku. Po powrocie z rodziną do Warszawy, kontynuował naukę w Gimnazjum Mazowieckim, następnie w Gimnazjum Wojciecha Górskiego w Warszawie. Ostatecznie od 1937 kontynuował naukę w Zakładzie Naukowo-Wychowawczym Ojców Jezuitów w Chyrowie. W momencie wybuchu wojny w 1939 do matury brakowało mu dwóch klas licealnych. W trakcie okupacji uczestniczył w tajnych kompletach Politechniki Warszawskiej, na których ukończył dwa lata, choć na tablicy pamiątkowej w Al. Jerozolimskich błędnie podano, że był studentem medycyny.
Prawdopodobnie należał do organizacji Korpus Bezpieczeństwa, jednak jego najbliższy przyjaciel Stefan Dorociński nie wspomina o zaangażowaniu konspiracyjnym Antoniego. W swoich wspomnieniach Dorociński opisał go jako towarzysza wypraw na żaglówce po Wiśle oraz prac nad budową łódki „Bryza”, którą po wojnie mieli płynąć do Bałtyku.

### Powstanie warszawskie
Jako jeden z pierwszych ochotników od 1 sierpnia wraz ze Stefanem Dorocińskim „Maćkiem” Godlewski wziął udział w walkach oddziału rtm. Władysława Olszowskiego „Sokół”, przyszłego batalionu „Sokół”. Prawdopodobnie walczył w stopniu strzelca (ten stopień podany jest w rozkazie o nadaniu orderu z 2 października) lub kaprala (ten stopień pojawił się w zaświadczeniu z marca 1945). Na tablicach pamiątkowych pojawia się stopień kaprala podchorążego.
Z uwagi na posiadanie pistoletu maszynowego „Sten”, będącego przed powstaniem na przechowaniu u Dorocińskiego, otrzymał pseudonim „Antek Rozpylacz”. Został żołnierzem 1 kompanii szturmowej tworzącego się batalionu. Odgrywał ważną funkcję w oddziale z uwagi na fakt, że oddział „Sokół”, posiadał w pierwszych dniach sierpnia zaledwie: 1 pistolet maszynowy „Sten”, 2 kb, 1 „lochela” z 2 nabojami, kilka pistoletów, granaty i butelki z benzyną. W relacjach brak jest udokumentowanych informacji o jego bojowych sukcesach. Brał udział w walkach oddziału szturmowego, polował na „gołębiarzy” (ukrytych na poddaszach niemieckich strzelców wyborowych). Podobno miał na „rozkładzie” 18 Niemców. Jego przybocznym łącznikiem w oddziale był mający wówczas 13 lat Zalman Hochman „Miki Bandyta”. Patrol „Antka Rozpylacza”, „Mikiego Bandyty” i „Niny”, został uwieczniony na obrazie Heleny Dobrowolskiej-Nadolnej, znajdującym się w Muzeum Warszawy.
W materiale, dotyczącym represji niemieckich, zebranych przez kontrwywiad okręgu AK, wspomniano o wybiciu oddziału niemieckiego i odbiciu 3 sierpnia przez 6-osobowy oddział z „Antkiem Rozpylaczem” grupy cywilów, służących jako „żywa tarcza” oddziałów niemieckich. Według Alicji Janiszewskiej „Hanki”, st. strzelca z oddziału:

Bardzo, bardzo odważny. Bardzo sympatyczny, bardzo koleżeński i bardzo, bardzo przystojny. Przystojny był nieprawdopodobnie. Chodził ubrany tak, że nosił hełm i był przepasany taśmą nabojów. Hełm był zdobyczny oczywiście i z dużą wstążką biało-czerwoną. Chodził w butach z cholewami. I później. Nieprawdopodobnie odważny chłopiec, ulubieniec wszystkich. Świetny chłopiec, doskonały kolega, świetny żołnierz

 Potwierdza to Stefan Laube „Adam” łącznik batalionu:

Antek był narwany, odważny, wesoły, pogodny, roześmiany, kontaktowy i lgnęły do niego i dziewczyny i koledzy. Był żywiołowy chłopak i przez tę swoją żywiołowość tak szybko zginął właśnie w ataku na „Cristal” w Alejach Jerozolimskich

Zginął trafiony serią strzałów z ckm 8 sierpnia 1944 w trakcie przygotowania ataku wspierającego żołnierzy batalionu „Bełt” na "Cafe Cristal" niedaleko rogu ul. Brackiej i Al. Jerozolimskich, w pobliżu bramy przy Al. Jerozolimskich 23 (obecnie nr 29) ok. 16:00. Ciało poległego spod ognia wyniosła jego narzeczona Janina Grzybowska „Nina”.
Pogrzeb odbył się 9 sierpnia, został pochowany w posesji przy ul. Brackiej 5. Jego pogrzeb został uwieczniony w „Biuletynie Informacyjnym” z 13 sierpnia, znalazł się również na anonimowym zdjęciu, które zamieszczono w publikacji powojennej. Po śmierci uznany w prasie powstańczej za bohatera, który był: „chlubą odcinka i pogromcą Niemców” („Wiadomości z Miasta i Wiadomości Radiowe” z 10 sierpnia 1944 wydanie popołudniowe nr 15), poświęcono mu także artykuły w czasopismach, np., „Antek Rozpylacz” w „Biuletynie Informacyjnym” z 13 sierpnia 1944 nr 50.

### Upamiętnienie
Pośmiertnie odznaczony 2 października przez dowódcę Połączonych Sił Zbrojnych AL, PAL i KB Krzyżem Srebrnym Orderu Virtuti Militari (odznaczenie zostało potwierdzone zaświadczeniem MON z 19 lipca 1965), oraz Brązowym Krzyżem Wyzwolenia Połączonych Sił Zbrojnych. Według innych wersji odznaczony również Krzyżem Walecznych.
Na wniosek ojca z 6 marca 1945 o przeprowadzenie ekshumacji, popartej zaświadczeniem mjr. Olszewskiego „Sokoła”, Antoni Godlewski 1 sierpnia 1945 został ekshumowany i pochowany na cmentarzu Wojskowym na Powązkach (kwatera A17-1-17). Według niektórych relacji uroczystość została sfilmowana przez Polską Kronikę Filmową i wyemitowana w kinach, jednak zapis Kroniki nie został do dzisiaj odnaleziony z powodu prawdopodobnego usunięcia przez cenzurę.
Na podwórku posesji przy ul. Brackiej 5a, miejscu dotychczasowego pochówku, znajduje się ocalały napis wykonany w 1945 ręką matki: Antek Rozpylacz został pochowany na Cmentarzu Powązki-Wojskowe. Napis ten zabezpieczyli mieszkańcy kamienicy Wanda i Piotr Bieleszowie. 8 sierpnia w 48. rocznicę śmierci „Antka Rozpylacza” odsłonięto napis zabezpieczony szybą oraz odsłonięto i poświęcono symboliczny szaniec z kostki granitowej.
28 maja 1966 płk. Leon Korzewnikjanc „Doliwa” wystąpił z wnioskiem o wmurowanie tablicy pamiątkowej u zbiegu ulic Brackiej i Al. Jerozolimskich. Odsłonięcie tablicy przy al. Jerozolimskich 11/19 nastąpiło 8 sierpnia 1985. Od 24 listopada 1961 r. Antek Rozpylacz jest patronem ulicy na warszawskiej Woli. Jest także patronem 27 Warszawskiej Drużyny Harcerskiej „Baon”.

Jak stwierdzili autorzy publikacji o powstaniu warszawskim w Śródmieściu Południowym Izabella i Stanisław Maliszewscy:

Nie sposób też wyjaśnić, co jest prawdą, a co może być tylko legendą o Antku. Zachowała się pamięć o bohaterskim powstańcu, który oddał swe życie za ojczyznę.

Jest jednym z głównych bohaterów powieści Macieja Parowskiego Burza (2010).